# Kim Jung-woo
Kim Jung-Woo (9 mei 1982) is een Zuid-Koreaans voetballer.

## Carrière
Kim Jung-Woo speelde tussen 2003 en 2011 voor Ulsan Hyundai FC, Nagoya Grampus Eight, Seongnam Ilhwa Chunma en Sangju Sangmu Phoenix. Hij tekende in 2012 bij Jeonbuk Hyundai Motors.

## Zuid-Koreaans voetbalelftal
Kim Jung-Woo debuteerde in 2003 in het Zuid-Koreaans nationaal elftal en speelde 71 interlands, waarin hij 6 keer scoorde.